# 대구장성초등학교
대구장성초등학교는 대한민국 대구광역시 달서구에 있는 공립 초등학교이다. 이전한 옛 성서중학교 부지에 개교하였다.

## 역사
- 2003.3.4 학교설립인가(17학급)
- 2004.9.1 개교